# Acronicta musella
Acronicta musella är en fjärilsart som beskrevs av Rudolf Rangnow 1935. Acronicta musella ingår i släktet Acronicta och familjen nattflyn. Inga underarter finns listade i Catalogue of Life.